# باسكوال ماتوس
باسكوال ماتوس (بالإنجليزية: Pascual Matos)‏ هو لاعب كرة قاعدة دومينيكاوي، ولد في 23 ديسمبر 1974 في باراهونا في جمهورية الدومينيكان.

## وصلات خارجية
- باسكوال ماتوس على موقعبيزبول رفرنس.كوم (الدوري الرئيسي) (الإنجليزية)
- باسكوال ماتوس على موقعبيزبول رفرنس.كوم (الدوري الثانوي) (الإنجليزية)